# 历史哲学
历史哲学（the philosophy of history），或稱史學理論（historical theory），是一个与历史学有关的哲学分支，旨在探讨历史的模式与意义、历史学的性质与方法、历史写作的结构与规律等问题。根据具体研究对象的不同，历史哲学大致可以分为三类：思辨的历史哲学（spaculative philosophy of history）、分析的历史哲学（或稱批判的历史哲学，critical philosophy of history）、叙事的历史哲学（narritive philosophy of history）。

## 思辨的与分析的历史哲学
“历史”一词具有两层含义：实在的历史（historical reality），即历史学家的研究对象；历史学家的研究本身（historical thought）。对应于这两个层次分别产生了思辨的历史哲学以及分析的历史哲学（批判的历史哲学）。
思辨的历史哲学试图在历史中发现一种超乎一般历史学家视野之外的模式或意义，可视作历史学的形而上学；分析的历史哲学致力于弄清历史学家自身研究的性质，可视作历史学的知识论。前者在中国大陆史学界一般被称为历史理论，而后者则被称为史学理论。
思辨的历史哲学对应于自然哲学（对科学探讨对象的哲学研究）；分析的历史哲学对应于一般而言的科学哲学（对科学活动本身的哲学研究），并的确受到科学哲学的影响。
思辨的历史哲学研究以康德、黑格尔、马克思、汤因比等为代表，然而正如对自然体系的哲学研究或宇宙论之类已然过时，历史悠久的思辨的历史哲学的光彩也日渐黯淡。相反，分析的历史哲学则随着沃尔什《历史哲学导论》（1951年）的发表而逐步成为西方历史哲学领域的主流。

## 叙事的历史哲学
及至晚近，海登·怀特於1973年出版的《元史学》进一步引发了历史哲学的叙事转向（语言转向），催生了叙事的历史哲学。与思辨的及分析的历史哲学不同的是，叙事的历史哲学受文学批评理论的影响，将历史写作作为研究对象，以求获得对历史著作结构与规则的理解。其极端倾向则视历史写作为文学创作，将历史著作等同于文学作品。因其与现代历史哲学的显著差异及与诸后现代理论的关系，叙事的历史哲学往往也被归入后现代主义思潮。

## 外部連結
- 倪梁康：〈「歷史哲學」中的「歷史—哲學」關係〉 （页面存档备份，存于）（2009年）
- 李幼蒸：〈簡述歷史哲學和歷史理論的區别〉 （页面存档备份，存于）（2007年）